# باتالوف ۴۶۱۶
سیارک ۴۶۱۶ (به انگلیسی: 4616 Batalov، نامگذاری:1975BF) چهار هزار و ششصد و شانزدهمین سیارک کشف شده‌است که در ۱۷ ژانویه ۱۹۷۵ کشف شد.
قدر مطلق سیارک برابر ۱۲٫۳۰ است.